# Andreas Christensen
Andreas Bødtker Christensen (sinh ngày 10 tháng 4 năm 1996) là một cầu thủ bóng đá chuyên nghiệp người Đan Mạch hiện đang thi đấu ở vị trí trung vệ cho câu lạc bộ La Liga Barcelona và đội tuyển bóng đá quốc gia Đan Mạch.
Christensen bắt đầu sự nghiệp của mình tại Skjold Birkerød và sau đó gia nhập Brøndby. Anh gia nhập Chelsea năm 2012 khi anh 15 tuổi, ra mắt chuyên nghiệp vào tháng 10 năm 2014. Từ 2015 đến 2017 anh được Chelsea đem cho mượn tại câu lạc bộ Bundesliga Borussia Mönchengladbach, nơi anh đã có 82 lần ra sân và ghi được 7 bàn thắng.
Christensen có trận đấu đầu tiên cho đội tuyển quốc gia vào tháng 6 năm 2015 và đại diện cho quốc gia này tại FIFA World Cup 2018 và UEFA Euro 2020.

## Sự nghiệp câu lạc bộ

### Chelsea

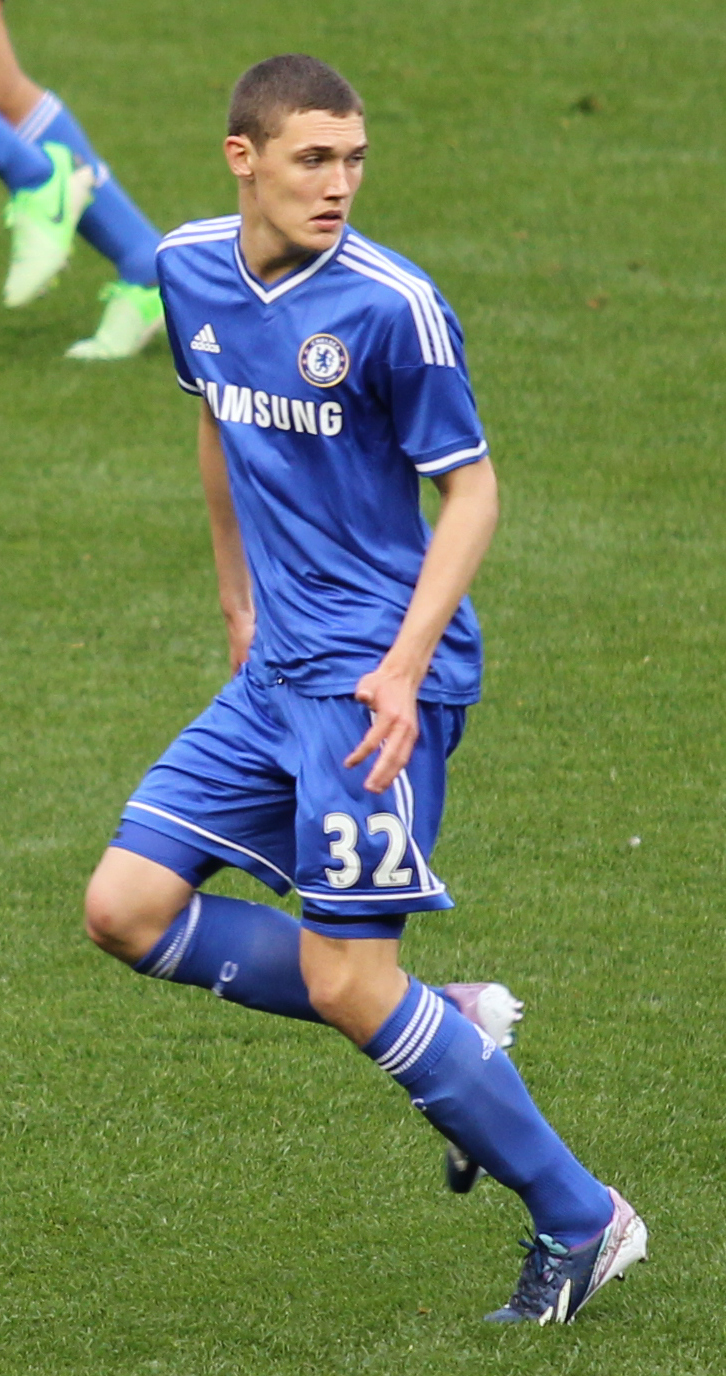
Christensen chơi cho Chelsea năm 2013.

Christensen sinh ra ở Lillerød, Thành phố Allerød. Là con trai của cựu thủ môn Brøndby Sten Christensen, anh bắt đầu sự nghiệp của mình với Skjold Birkerød và sau đó gia nhập Brøndby. Nhờ thi đấu ấn tượng ở đội trẻ Brøndby, anh được nhiều câu lạc bộ lớn quan tâm như Arsenal, Chelsea, Manchester City và Bayern München. Ngày 7 tháng 2 năm 2012, anh chuyển đến Chelsea theo dạng chuyển nhượng tự do ở tuổi 15, , gần cuối nhiệm kỳ của André Villas-Boas với tư cách là người quản lý câu lạc bộ. Khi gia nhập đội bóng thành London , Christensen cho biết: "Tôi đã chọn Chelsea vì họ chơi thứ bóng đá mà tôi thích".
Christensen lần đầu tiên được đưa vào đội hình cao cấp của Chelsea trong trận đấu cuối cùng của mùa giải 2012–13 vào ngày 19 tháng 5 năm 2013, nhưng không góp mặt trong trận đấu, kết thúc chiến thắng 2-1 trên sân nhà trước Everton trong trận đấu cuối cùng của Rafael Benítez với tư cách người quản lý. Trong chuyến du đấu trước mùa giải tại Hoa Kỳ trước mùa giải 2013–14 , anh ấy là một phần của đội cấp cao và ký hợp đồng chuyên nghiệp sau đó.

#### 2014–15
Christensen có trận đấu đầu tiên cho Chelsea vào ngày 28 tháng 10 năm 2014, thi đấu đủ 90 phút ở vị trí hậu vệ phải trận thắng 2–1 trước Shrewsbury Town tại vòng 4 League Cup. Đến ngày 24 tháng 1 năm 2015, anh mới có cơ hội ra sân lần nữa, lần này là trong trận thua 2-4 trước Bradford City tại vòng 4 Cúp FA. Sau khi Chelsea giành chức vô địch League Cup bằng chiến thắng 2-0 trước Tottenham Hotspur, huấn luyện viên José Mourinho khi được hỏi về cầu thủ xuất sắc nhất trận chung kết đã nhắc đến Christensen "Cầu thủ xuất sắc nhất trận đấu là Andreas Christensen, ngươi đã chơi tốt trong trận đấu với Shrewsbury. Không phải chỉ có John Terry bởi vì chúng tôi là một đội. Tôi tự hào về các cầu thủ của mình."
Ngày 13 tháng 4 năm 2015, Christensen ra sân cho đội U-19 Chelsea trong trận chung kết UEFA Youth League gặp U-19 Shakhtar Donetsk và mặc dù anh đã có một pha phản lưới nhà, U-19 Chelsea vẫn giành chiến thắng 3-2 để đoạt chức vô địch. Ngày 24 tháng 5, anh có trận đấu đầu tiên tại Premier League khi vào sân ở 12 phút cuối thay cho John Obi Mikel trong chiến thắng 3-1 trước Sunderland. Mặc dù Christensen chỉ ra sân một trận trong cả mùa giải, nhưng Mourinho tuyên bố rằng anh ấy sẽ nhận được một huy chương từ câu lạc bộ của mình cho những đóng góp của anh ấy trong mùa giải này.

#### Borussia Mönchengladbach (cho mượn)
Ngày 10 tháng 7 năm 2015, Christensen được đem cho câu lạc bộ Borussia Mönchengladbach mượn với thời hạn hai năm sau khi ký hợp đồng mới với Chelsea. Anh có trận đấu đầu tiên cho đội bóng Đức vào ngày 10 tháng 8 trong trận đấu vòng 1 DFB-Pokal 2015-16 với FC St. Pauli. Năm ngày sau, anh có trận đấu ra mắt tại Bundesliga và thi đấu đủ 90 phút trong trận thua Borussia Dortmund 4-0. Ngày 5 tháng 2 năm 2016, Christensen có bàn thắng đầu tiên tại Bundesliga với cú đúp ghi được trong chiến thắng 5-1 trước Werder Bremen.
Christensen có mùa giải đầu tiên tại Đức rất thành công khi được bầu chọn là Cầu thủ xuất sắc nhất mùa giải của Mönchengladbach. Mönchengladbach sau đó quyết định đề nghị mua đứt Christensen  với giá chuyển nhượng 14,25 triệu £ nhưng đã bị Chelsea từ chối.
Trong trận đấu lượt về vòng 1/32 UEFA Europa League 2016–17, Christensen là người ấn định chiến thắng 4-2 trước Fiorentina để đem về chiến thắng chung cuộc 4–3 cho Mönchengladbach. Anh lần nữa có pha lập công tại vòng đấu tiếp theo trước Schalke nhưng Mönchengladbach bị loại với luật bàn thắng trên sân khách sau tổng tỉ số hòa 3–3 sau hai lượt trận.
Trong hai mùa giải thi đấu cho Mönchengladbach, Christensen có tổng cộng 82 lần ra sân trên mọi đấu trường.

#### Trở lại Chelsea

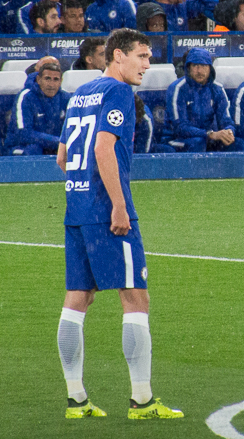
Christensen chơi cho Chelsea năm 2017.

Ngày 12 tháng 8 năm 2017, Christensen có trận đấu đầu tiên cho Chelsea sau khi trở lại từ nước Đức. Anh vào sân thay cho Jeremie Boga ngay khi đội trưởng Gary Cahill bị truất quyền thi đấu ở phút thứ 18 trận thua 3-2 trước Burnley. Tám ngày sau đó, anh được ra sân ngay từ đầu lần đầu tiên tại Premier League trong trận thắng 2-1 trước Tottenham Hotspur. Ngày 9 tháng 1 năm 2018, Christensen gia hạn hợp đồng với Chelsea thêm bốn năm rưỡi sau khi thường xuyên được đá chính.
Ngày 21 tháng 2 năm 2018, Christensen mắc lỗi dẫn đến bàn gỡ hòa 1-1 của Barcelona trong trận lượt đi vòng 1/8 UEFA Champions League 2017-18 nhưng vẫn được huấn luyện viên Antonio Conte tuyên bố đặt trọn niềm tin. Christensen đã có 40 lần ra sân cho The Blues trong mùa giải 2017–18, trong đó có 3 lần chiến thắng ở chiến dịch Cúp FA. Tuy nhiên, chấn thương ở lưng đồng nghĩa với việc anh không góp mặt trong trận chung kết. Trước khi mùa giải kết thúc, anh đã được trao giải Cầu thủ trẻ xuất sắc nhất của câu lạc bộ.
Tân huấn luyện viên Maurizio Sarri thích đá cặp David Luiz và Antonio Rüdiger ở vị trí trung vệ, và tính đến tháng 2 năm 2019, Christensen đã ra sân 15 lần, chỉ có hai trận trong số đó ở giải đấu. Tuy nhiên, anh đã loại trừ việc muốn rời câu lạc bộ.
Vào ngày 29 tháng 5 năm 2021, Christensen vào thay Thiago Silva bị chấn thương ở phút thứ 39 khi anh giành chức vô địch UEFA Champions League đầu tiên sau khi Chelsea giành chiến thắng 1–0 trước Manchester City trong trận Chung kết UEFA Champions League 2021 tại Porto. Vào ngày 20 tháng 10 năm 2021, Christensen ghi bàn thắng đầu tiên cho Chelsea trong chiến thắng 4–0 trước Malmö FF ở vòng bảng Champions League.

### Barcelona
Vào ngày 4 tháng 7 năm 2022, Christensen ký hợp đồng dài 4 năm với câu lạc bộ Barcelona tại La Liga cùng phí phá vỡ hợp đồng là 500 triệu euro.

## Sự nghiệp đội tuyển quốc gia
Ngày 8 tháng 6 năm 2015, Christensen có trận đấu đầu tiên cho Đan Mạch khi vào sân ở phút thứ 63 trận giao hữu với Montenegro thay cho Pierre-Emile Højbjerg. Ngày 24 tháng 3 năm 2016, Christensen có trận đấu đầu tiên trong đội hình xuất phát của đội tuyển quốc gia gặp Iceland và Đan Mạch đã thắng 2–1 trong trận giao hữu này.
Tại Bảng E Vòng loại World Cup 2018, Christensen ra sân 6 trận. Trong trận lượt về play-off tham dự World Cup với Cộng hòa Ireland, anh là người ghi bàn thắng gỡ hòa 1-1 cho Đan Mạch để giúp đội tuyển nước này có cú lội ngược dòng đánh bại Ireland 5-1 giành quyền tham dự World Cup 2018.
Anh được huấn luyện viên Age Hareide triệu tập tham dự vòng chung kết World Cup 2018, được xếp đá cặp trung vệ với đội trưởng Simon Kjær ở hai trận đấu đầu tiên và đá tiền vệ phòng ngự ở trận cuối vòng bảng gặp Pháp và trận vòng 16 đội, nơi Đan Mạch dừng bước  sau trận thua Croatia trên chấm đá luân lưu.                                                                                                                                                                                                                                                                                                                                                                                                                                                                                                                                                                                                                                                                                                                                                                                                                                                    Tại bảng B của vòng chung kết Euro 2020, anh đã lập nên siêu phẩm bằng một cú sút xa giúp cho đội tuyển Đan Mạch đánh bại đội tuyển Nga với tỉ số 4-1. Qua đó dành vé đi tiếp vào vòng đấu loại trực tiếp

## Phong cách thi đấu

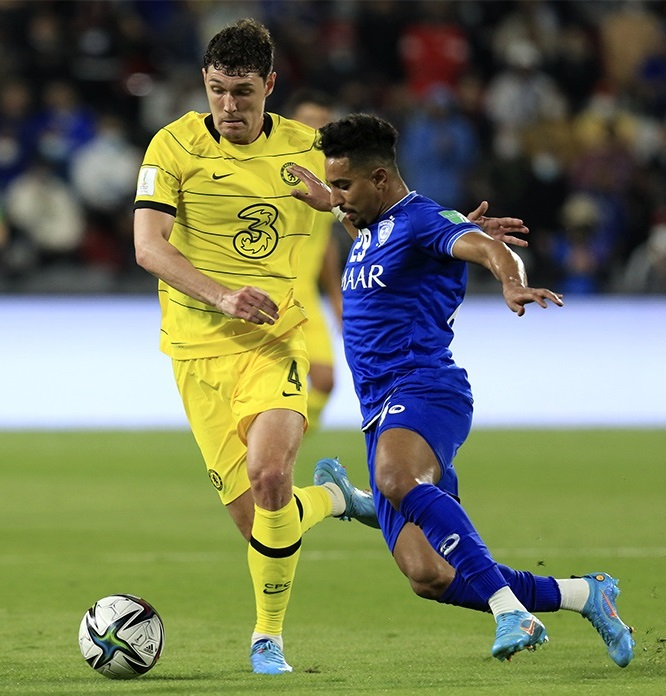
Christensen (trái) đối đầu với Salem Al-Dawsari của Al Hilal tại FIFA Club World Cup 2021.

Christensen là một trung vệ và được biết đến với sự điềm tĩnh khi sở hữu và chuyền bóng chính xác, cũng như khả năng chiếm ưu thế trên không của anh ấy. Vào năm 2018, HLV Antonio Conte của Chelsea cho biết Dane đã thể hiện "sự trưởng thành vượt bậc" và nói thêm rằng anh ấy "tin tưởng rất nhiều vào Christensen. Cầu thủ này là cầu thủ cho hiện tại cho Chelsea, và cho tương lai của Chelsea trong 10 hoặc 14 năm nữa. Anh ấy cũng có thể trở thành đội trưởng của đội bóng này trong tương lai". Để đánh giá cao tài năng chơi bóng của anh ấy, người hâm mộ còn gọi anh ấy là 'Maldini của Đan Mạch', so sánh với hậu vệ huyền thoại người Ý Paolo Maldini.

## Thống kê sự nghiệp

### Câu lạc bộ
Tính đến ngày 22 tháng 2 năm 2022
| Câu lạc bộ                      | Mùa giải            | Giải đấu            | Giải đấu | Giải đấu | Cúp quốc gia | Cúp quốc gia | Cúp liên đoàn | Cúp liên đoàn | Châu Âu | Châu Âu | Khác | Khác | Tổng cộng | Tổng cộng |
| Câu lạc bộ                      | Mùa giải            | Hạng                | Trận     | Bàn      | Trận         | Bàn          | Trận          | Bàn           | Trận    | Bàn     | Trận | Bàn  | Trận      | Bàn       |
| ------------------------------- | ------------------- | ------------------- | -------- | -------- | ------------ | ------------ | ------------- | ------------- | ------- | ------- | ---- | ---- | --------- | --------- |
| Chelsea                         | 2014–15             | Premier League      | 1        | 0        | 1            | 0            | 1             | 0             | 0       | 0       | —    | —    | 3         | 0         |
| Chelsea                         | 2017–18             | Premier League      | 27       | 0        | 3            | 0            | 4             | 0             | 6       | 0       | 0    | 0    | 40        | 0         |
| Chelsea                         | 2018–19             | Premier League      | 8        | 0        | 2            | 0            | 4             | 0             | 15      | 0       | 0    | 0    | 29        | 0         |
| Chelsea                         | 2019–20             | Premier League      | 21       | 0        | 2            | 0            | 0             | 0             | 4       | 0       | 1    | 0    | 28        | 0         |
| Chelsea                         | 2020–21             | Premier League      | 17       | 0        | 3            | 0            | 0             | 0             | 6       | 0       | —    | —    | 26        | 1         |
| Chelsea                         | 2021–22             | Premier League      | 14       | 0        | 2            | 1            | 1             | 0             | 6       | 1       | 3    | 0    | 26        | 2         |
| Chelsea                         | Tổng cộng           | Tổng cộng           | 88       | 0        | 13           | 1            | 10            | 0             | 38      | 1       | 4    | 0    | 153       | 2         |
| Borussia Mönchengladbach (mượn) | 2015–16             | Bundesliga          | 31       | 3        | 3            | 0            | —             | —             | 5       | 0       | —    | —    | 39        | 3         |
| Borussia Mönchengladbach (mượn) | 2016–17             | Bundesliga          | 31       | 2        | 3            | 0            | —             | —             | 9       | 2       | —    | —    | 43        | 4         |
| Borussia Mönchengladbach (mượn) | Tổng cộng           | Tổng cộng           | 62       | 5        | 6            | 0            | —             | —             | 14      | 2       | —    | —    | 82        | 7         |
| Tổng cộng sự nghiệp             | Tổng cộng sự nghiệp | Tổng cộng sự nghiệp | 150      | 5        | 19           | 1            | 10            | 0             | 52      | 3       | 4    | 0    | 235       | 9         |

1. ↑  Bao gồm DFB-Pokal, FA Cup
2. ↑  Bao gồm Football League/EFL Cup
3. 1 2 3 4 5  Ra sân tại UEFA Champions League
4. ↑  Ra sân tại UEFA Europa League
5. ↑  Ra sân tại UEFA Super Cup
6. ↑  1 lần ra sân tại UEFA Super Cup, 2 lần ra sân tại FIFA Club World Cup
7. ↑  6 lần ra sân tại UEFA Champions League, 3 lần ra sân và 2 bàn tại UEFA Europa League

### Quốc tế
Tính đến ngày 20 tháng 11 năm 2023
| Đội tuyển quốc gia | Năm       | Trận | Bàn |
| ------------------ | --------- | ---- | --- |
| Đan Mạch           | 2015      | 2    | 0   |
| Đan Mạch           | 2016      | 4    | 0   |
| Đan Mạch           | 2017      | 8    | 1   |
| Đan Mạch           | 2018      | 9    | 0   |
| Đan Mạch           | 2019      | 8    | 0   |
| Đan Mạch           | 2020      | 7    | 0   |
| Đan Mạch           | 2021      | 16   | 1   |
| Đan Mạch           | 2022      | 7    | 1   |
| Đan Mạch           | 2023      | 7    | 0   |
| Tổng cộng          | Tổng cộng | 68   | 3   |

### Bàn thắng quốc tế
| # | Ngày                 | Địa điểm                                  | Đối thủ          | Số trận | Bàn thắng | Kết quả | Giải đấu                      |
| - | -------------------- | ----------------------------------------- | ---------------- | ------- | --------- | ------- | ----------------------------- |
| 1 | 14 tháng 1 năm 2017  | Sân vận động Aviva, Dublin, Ireland       | Cộng hòa Ireland | 14      | 1–1       | 5–1     | Vòng loại FIFA World Cup 2018 |
| 2 | 21 tháng 6 năm 2021  | Sân vận động Parken, Copenhagen, Đan Mạch | Nga              | 44      | 3–1       | 4–1     | UEFA Euro 2020                |
| 3 | 26 tháng 11 năm 2022 | Sân vận động 974, Doha, Qatar             | Pháp             | 60      | 1–1       | 1–2     | FIFA World Cup 2022           |

## Danh hiệu

### Câu lạc bộ

#### Đội trẻ Chelsea
- FA Youth Cup: 2013–14
- UEFA Youth League: 2014–15

#### Chelsea
- UEFA Europa League: 2018–19
- UEFA Champions League: 2020–21
- UEFA Super Cup: 2021
- FIFA Club World Cup: 2021

#### Barcelona
- La Liga: 2022–23,2024-25
- Supercopa de España: 2022–23

### Quốc tế
- Bán kết UEFA Euro 2020

### Cá nhân
- Tài năng Đan Mạch của năm: 2015
- Cầu thủ Borussia Mönchengladbach của năm: 2015–16
- Cầu thủ trẻ của năm của Chelsea: 2017–18